# Acacia micrantha
Acacia micrantha é uma espécie de leguminosa do gênero Acacia, pertencente à família Fabaceae.